# 2026-os jégkorong-világbajnokság
A 2026-os jégkorong-világbajnokság a 89. világbajnokság lesz, amelyet a Nemzetközi Jégkorongszövetség szervez. A világbajnokságok végeredményei alapján alakult ki a 2027-es jégkorong-világbajnokság főcsoportjának illetve divízióinak mezőnye.

## Főcsoport
A 2026-os IIHF jégkorong-világbajnokságot május 15. és 31. között rendezik Zürichben és Fribourgban, Svájcban.

## Divízió I
A csoport
| Hely. | Csapat        | M | Gy | HGy | HV | V | G+ | G– | Gk | P | Feljutás vagy kiesés    |
| ----- | ------------- | - | -- | --- | -- | - | -- | -- | -- | - | ----------------------- |
| 1.    | Ukrajna       | 0 | 0  | 0   | 0  | 0 | 0  | 0  | 0  | 0 | Feljutott a főcsoportba |
| 2.    | Japán         | 0 | 0  | 0   | 0  | 0 | 0  | 0  | 0  | 0 | Feljutott a főcsoportba |
| 3.    | Lengyelország | 0 | 0  | 0   | 0  | 0 | 0  | 0  | 0  | 0 |                         |
| 4.    | Litvánia      | 0 | 0  | 0   | 0  | 0 | 0  | 0  | 0  | 0 |                         |

B csoport
| Hely. | Csapat        | M | Gy | HGy | HV | V | G+ | G– | Gk | P | Feljutás vagy kiesés       |
| ----- | ------------- | - | -- | --- | -- | - | -- | -- | -- | - | -------------------------- |
| 1.    | Dél-Korea     | 0 | 0  | 0   | 0  | 0 | 0  | 0  | 0  | 0 | Feljutott a divízió I/A-ba |
| 2.    | Románia       | 0 | 0  | 0   | 0  | 0 | 0  | 0  | 0  | 0 |                            |
| 3.    | Észtország    | 0 | 0  | 0   | 0  | 0 | 0  | 0  | 0  | 0 |                            |
| 4.    | Kína          | 0 | 0  | 0   | 0  | 0 | 0  | 0  | 0  | 0 |                            |
| 5.    | Spanyolország | 0 | 0  | 0   | 0  | 0 | 0  | 0  | 0  | 0 |                            |
| 6.    | Hollandia     | 0 | 0  | 0   | 0  | 0 | 0  | 0  | 0  | 0 | Kiesett a divízió II/A-ba  |

## Divízió II
A csoport
| Hely. | Csapat                  | M | Gy | HGy | HV | V | G+ | G– | Gk | P | Feljutás vagy kiesés       |
| ----- | ----------------------- | - | -- | --- | -- | - | -- | -- | -- | - | -------------------------- |
| 1.    | Horvátország            | 0 | 0  | 0   | 0  | 0 | 0  | 0  | 0  | 0 | Feljutott a divízió I/B-be |
| 2.    | Szerbia                 | 0 | 0  | 0   | 0  | 0 | 0  | 0  | 0  | 0 |                            |
| 3.    | Egyesült Arab Emírségek | 0 | 0  | 0   | 0  | 0 | 0  | 0  | 0  | 0 |                            |
| 4.    | Belgium                 | 0 | 0  | 0   | 0  | 0 | 0  | 0  | 0  | 0 |                            |
| 5.    | Ausztrália              | 0 | 0  | 0   | 0  | 0 | 0  | 0  | 0  | 0 |                            |
| 6.    | Grúzia                  | 0 | 0  | 0   | 0  | 0 | 0  | 0  | 0  | 0 | Kiesett a divízió II/B-be  |

B csoport
| Hely. | Csapat       | M | Gy | HGy | HV | V | G+ | G– | Gk | P | Feljutás vagy kiesés        |
| ----- | ------------ | - | -- | --- | -- | - | -- | -- | -- | - | --------------------------- |
| 1.    | Izrael       | 0 | 0  | 0   | 0  | 0 | 0  | 0  | 0  | 0 | Feljutott a divízió II/A-ba |
| 2.    | Izland       | 0 | 0  | 0   | 0  | 0 | 0  | 0  | 0  | 0 |                             |
| 3.    | Új-Zéland    | 0 | 0  | 0   | 0  | 0 | 0  | 0  | 0  | 0 |                             |
| 4.    | Bulgária     | 0 | 0  | 0   | 0  | 0 | 0  | 0  | 0  | 0 |                             |
| 5.    | Tajvan       | 0 | 0  | 0   | 0  | 0 | 0  | 0  | 0  | 0 |                             |
| 6.    | Kirgizisztán | 0 | 0  | 0   | 0  | 0 | 0  | 0  | 0  | 0 | Kiesett a divízió III/A-ba  |

## Divízió III
A csoport
| Hely. | Csapat                  | M | Gy | HGy | HV | V | G+ | G– | Gk | P | Feljutás vagy kiesés        |
| ----- | ----------------------- | - | -- | --- | -- | - | -- | -- | -- | - | --------------------------- |
| 1.    | Thaiföld                | 0 | 0  | 0   | 0  | 0 | 0  | 0  | 0  | 0 | Feljutott a divízió II/B-be |
| 2.    | Türkmenisztán           | 0 | 0  | 0   | 0  | 0 | 0  | 0  | 0  | 0 |                             |
| 3.    | Törökország             | 0 | 0  | 0   | 0  | 0 | 0  | 0  | 0  | 0 |                             |
| 4.    | Dél-afrikai Köztársaság | 0 | 0  | 0   | 0  | 0 | 0  | 0  | 0  | 0 |                             |
| 5.    | Bosznia-Hercegovina     | 0 | 0  | 0   | 0  | 0 | 0  | 0  | 0  | 0 |                             |
| 6.    | Mexikó                  | 0 | 0  | 0   | 0  | 0 | 0  | 0  | 0  | 0 | Kiesett a divízió III/B-be  |

B csoport
| Hely. | Csapat         | M | Gy | HGy | HV | V | G+ | G– | Gk | P | Feljutás vagy kiesés         |
| ----- | -------------- | - | -- | --- | -- | - | -- | -- | -- | - | ---------------------------- |
| 1.    | Luxemburg      | 0 | 0  | 0   | 0  | 0 | 0  | 0  | 0  | 0 | Feljutott a divízió III/A-ba |
| 2.    | Észak-Korea    | 0 | 0  | 0   | 0  | 0 | 0  | 0  | 0  | 0 |                              |
| 3.    | Hongkong       | 0 | 0  | 0   | 0  | 0 | 0  | 0  | 0  | 0 |                              |
| 4.    | Mongólia       | 0 | 0  | 0   | 0  | 0 | 0  | 0  | 0  | 0 |                              |
| 5.    | Fülöp-szigetek | 0 | 0  | 0   | 0  | 0 | 0  | 0  | 0  | 0 |                              |
| 6.    | Üzbegisztán    | 0 | 0  | 0   | 0  | 0 | 0  | 0  | 0  | 0 | Kiesett a divízió IV-be      |

## Divízió IV
| Hely. | Csapat       | M | Gy | HGy | HV | V | G+ | G– | Gk | P | Feljutás vagy kiesés         |
| ----- | ------------ | - | -- | --- | -- | - | -- | -- | -- | - | ---------------------------- |
| 1.    | Szingapúr    | 0 | 0  | 0   | 0  | 0 | 0  | 0  | 0  | 0 | Feljutott a divízió III/B-be |
| 2.    | Örményország | 0 | 0  | 0   | 0  | 0 | 0  | 0  | 0  | 0 |                              |
| 3.    | Kuvait       | 0 | 0  | 0   | 0  | 0 | 0  | 0  | 0  | 0 |                              |
| 4.    | Indonézia    | 0 | 0  | 0   | 0  | 0 | 0  | 0  | 0  | 0 |                              |
| 5.    | Irán         | 0 | 0  | 0   | 0  | 0 | 0  | 0  | 0  | 0 |                              |
| 6.    | Malajzia     | 0 | 0  | 0   | 0  | 0 | 0  | 0  | 0  | 0 |                              |